# ديكو
أندرسون لويز دي سوسا المعروف باسم ديكو لاعب كرة قدم برتغالي الجنسية برازيلي الأصل، لعب لـنادي كورينثيانز البرازيلي في أول مشواره الكروي ثم انتقل إلى نادي بنفيكا البرتغالي عام 1997م وعمره لا يتجاوز عن 19 عاما. لم يوفق مع نادي بنفيكا واضطر النادي لبيعه لأحد أندية الدرجة الثانية البرتغالية وهو نادي ألفيركا حيث لعب موسما كاملا جيدا مما أدى لانتقاله لمدينة بورتو لـنادي سالجيويروس في الفترة الأولى من موسم 1998-1999 وأبدع في ذلك النادي الأمر الذي أدى لانتقاله للعملاق البرتغالي نادي بورتو في فترة الانتقالات الشتوية لذلك الموسم.
حقق مع بورتو إنجازات عديدة كالدوري البرتغالي لموسمين متتاليين ودوري أبطال أوروبا وكأس الاتحاد الأوروبي وكأس البرتغال. انتقل في موسم 2004-2005 إلى النادي الكاتلوني نادي برشلونة وأصبح أحد أهم أعمدة الفريق منذ انتقاله وقد اخذمكانا أساسيافي الكتيبة منذ وصولة.
يستطيع هذا اللاعب السيطرة على خط الوسط من خلال استخلاصه للكرات وبناء الهجمات معتمدا ً على فنياته العالية ودقة تمريراته وقوة تسديداته، أسهم اللاعب مع بقية الكتيبة الكاتالونية في حصول نادي برشلونة على لقب الدوري 2004-2005 و2005-2006 وأيضا ساهم في الحصول على دوري أبطال أوروبا موسم 2006-2005 وأيضا على كأس السوبر الأوربي في نفس الموسم، وأسهم كذلك في وصول منتخب بلاده إلى المباراة النهائية لبطولة أمم أوروبا يورو 2004 في البرتغال.
الاعب لديه قدم صاروخيه استطاع من خلالها احراز أكثر من هدف مثل هدفه امام إيران في كأس العالم
و في موسم 2008-2009 انتقل إلى تشيلسي الإنجليزي بمبلغ وقدره (79ر15 مليون دولار)، بعد أن أصر مدرب تشيلسي البرازيلي لويس فليب سكولاري على التعاقد معه.
وفي أغسطس 2010 انتقل من تشيلسي الإنجليزي إلى فلومينينسي - البرازيل حتى الآن.

## روابط خارجية
- ديكو على موقع الاتحاد الدولي (مؤرشف)  (الإنجليزية)
- ديكو على موقع الاتحاد الأوربي (الإنجليزية)
- ديكو على موقع قاعدة بيانات كرة القدم.إي يو (الإنجليزية)
- ديكو على موقع ليكيب (الفرنسية)
- ديكو على موقع ناشيونال فوتبول تيمز (الإنجليزية)
- ديكو على موقع Soccerbase.com (لاعب) (الإنجليزية)
- ديكو على موقع Soccerway.com (الإنجليزية)
- ديكو على موقع عالم كرة القدم.نت (الإنجليزية)